# 约瑟夫·克里斯蒂安·莱恩德克
约瑟夫·克里斯蒂安·莱恩德克（Joseph Christian Leyendecker，1874年3月23日—1951年7月25日）是美国历史上的一位艺术家以及自由職業者。他的职业生涯始于1895年，终于1951年，他曾为海报、书籍、广告、杂志封面和文章创作过数百张画作。他曾为《星期六晚邮报》绘制了322幅封面插图。他也是20世纪初的美国少有的几位公开的男同性恋艺术家之一。

## 性取向
史学家们在分析过后得出结论，莱恩德克的私生活特点符合很多同时代同性恋男性的生活方式。
莱恩德克一生未婚，在成年生活的绝大部分时间（1903-1951年）里和另一位名叫查尔斯·A.毕奇（Charles A. Beach）的男模特同居。毕奇是莱恩德克的工作室经理人，也经常是他畫中的模特，很多传记作家都称毕奇是莱恩德克的性伴侣，或者生活伴侣。这些作家亦曾称莱恩德克为“男同性恋”或“同性恋者” 。
一些史学家称莱恩德克的部分作品呈现出的同性性欲特征归因于他本人的性取向；但也有史学家指出，莱恩德克的作品更能表现创作年代的特点，因為那個年代很多商業繪畫都是如此，這非画家本人的性取向。 

## 去世
1951年7月25日，莱恩德克因急性冠状动脉阻塞在家中去世。他的墓地位於伍德劳恩公墓。